# Dolomitenlauf
La Dolomitenlauf est une course de ski de fond longue distance autrichienne qui a lieu chaque année en janvier. Elle est disputée pour la première fois en 1970 et fait partie du calendrier de la Worldloppet. Le parcours se déroule dans le Tyrol autour de la ville de Lienz. La course principale consiste en une boucle de soixante kilomètres courus en style libre.

## Palmarès
Voici la liste des vainqueurs depuis 2001 :
| Édition | Hommes                | Femmes               |
| ------- | --------------------- | -------------------- |
| 2000    | Annulée               | Annulée              |
| 2001    | Christian Hoffmann    | Svetlana Nagueïkina  |
| 2002    | Annulée               | Annulée              |
| 2003    | Pietro Piller Cottrer | Lara Peyrot          |
| 2004    | Markus Hasler         | Maria Schönach       |
| 2005    | Christian Hoffmann    | Kateřina Neumannová  |
| 2006    | Silvio Fauner         | Irina Terentjeva     |
| 2007    | Annulée               | Annulée              |
| 2008    | Tullio Grandelis      | Tatiana Yambayeva    |
| 2009    | Teemu Kattilakoski    | Susanna Nevala       |
| 2010    | Fabio Santus          | Jenny Hansson        |
| 2011    | Fabio Santus          | Seraina Mischol      |
| 2012    | Fabio Santus          | Valentina Shevchenko |
| 2013    | Sergio Bonaldi        | Olga Mikhaïlova      |
| 2014    | Petr Novák            | Riitta-Liisa Roponen |
| 2015    | Toni Livers           | Holly Brooks         |
| 2016    | Bastien Poirrier      | Aurélie Dabudyk      |